# 11067 Greenancy
11067 Greenancy è un asteroide della fascia principale. Scoperto nel 1992, presenta un'orbita caratterizzata da un semiasse maggiore pari a 2,9663031 UA e da un'eccentricità di 0,0942653, inclinata di 2,45199° rispetto all'eclittica.